# Dănceu
Dănceu – wieś w Rumunii, w okręgu Mehedinți, w gminie Jiana. W 2011 roku liczyła 1310 mieszkańców.